# Анастас Куцооглу
Анастас Куцооглу е голям български дарител, тютюнотърговец. 

## Биография
Роден е в 1853 година в пашмаклийското село Райково, тогава в Османската империя, днес квартал на град Смолян, България. Тютюнът е сред най-доходоносните стопански дейности в цяла Тракия и носи големи приходи за предприемачите. През първото и второто десетилетие на 20 век фирмата на Куцооглу - АКА (Анастас Куцооглу Амстердам) е една от водещите в тази сфера, като жъне големи успехи на тютюневите пазари в Турция, Гърция и България. В центъра на търговията с тютюн в Западна Тракия - град Ксанти, той се конкурира с гръцки и турски предприемачи, като е единственият крупен български търговец.
Известен е като основател на безплатна трапезария за ученици в Асеновград. С дарените от него 4 милиона златни лева е построена ЖП линията Пловдив-Асеновград през 1927 година.
Умира в Пловдив през 1945 година.